# Ромни, Джордж Уилкен
Джордж Уилкен Ромни (англ. George Wilcken Romney; 8 июля 1907 — 26 июля 1995) — американский политический, государственный деятель и предприниматель; министр жилищного строительства и городского развития США (1969—1973), 43-й Губернатор Мичигана (1963—1969)

## Биография
Родился в Мексике в семье мормонов. В 1912 году семья Ромни перебралась в США и осела в конце концов в Солт-Лейк-Сити. Джордж Ромни учился в нескольких учебных заведениях, но так и не окончил курса, провёл два года в мормонских миссиях в Англии и Шотландии, затем в конце 1920-х годов некоторое время работал спичрайтером, в 1930 году поступил на службу в алюминиевую корпорацию «Alcoa». C 1939 года Ромни работал в Детройте в автомобильном бизнесе, достигнув вершины своей карьеры в бизнесе к 1954 году, когда он возглавил возникшую в результате слияния двух крупных фирм компанию «American Motors».
В 1961 году Ромни был назначен главой комиссии по пересмотру конституции штата Мичиган, а вслед за этим выиграл в 1962 году губернаторские выборы штата и занимал должность губернатора Мичигана до 1969 года. По его просьбе президент Линдон Джонсон отправил части Национальной гвардии штата Мичиган для подавления бунта в Детройте 1967 года.
Ромни представлял умеренное крыло Республиканской партии. В 1967 году Ромни выставил свою кандидатуру для участия в президентских выборах 1968 года в качестве республиканского кандидата, и по первоначальным опросам его шансы расценивались довольно высоко. Однако затем он выступил, к тому же в не вполне удачных выражениях, против войны во Вьетнаме, после чего поддержка Ромни в Республиканской партии резко упала, и на национальной предвыборной конференции республиканцев он получил лишь голоса делегатов от своего Мичигана и мормонской Юты. После избрания в 1968 году президента-республиканца Ричарда Никсона Ромни занимал в его правительстве пост министра жилищного строительства и городского хозяйства США (до 1973 года).
Сын Джорджа Ромни Митт также стал видным американским политиком.

## Награды
- Президентская медаль Свободы (4 января 2025, посмертно)[1]